# Rivière Cascade (Ontario)
La rivière Cascade est un affluent du lac Supérieur située dans le  district de Thunderbay en Ontario au Canada.